# Gra o życie (wypad)
Gra o życie (wypad) – powieść sensacyjna Adama Nasielskiego, opublikowana po raz pierwszy w 1934 roku.

## Fabuła
Niemiecki wywiad próbuje wykraść nowy wynalazek angielskiego inżyniera Edwarda Perkintona, który ma zapewnić Wielkiej Brytanii zwycięstwo w razie ewentualnego konfliktu zbrojnego. Częściowy sukces wywiadu niemieckiego jest możliwy dzięki podwójnemu szpiegowi, przekupionemu agentowi Intelligence Service, porucznikowi Clive’owi Bondowi. Początkowo zostaje on skazany na śmierć, jednak ostatecznie dostaje od zwierzchników szansę zrehabilitowania się. Ma udać się sam do słynnej twierdzy frankfurckiej w Niemczech i zniszczyć skradziony wynalazek. W tym celu dostaje nową tożsamość Billa Logana. Po dostaniu się do twierdzy spotyka niemiecką kobietę-szpiega Lenę Mirell, której kiedyś ocalił życie podczas jej misji w Chicago w Stanach Zjednoczonych. Bond liczy na jej wdzięczność. Po uratowaniu się z twierdzy spotyka wynalazcę Perkintona, razem z którym przeżywają sensacyjne przygody w powietrzu i na morzu uciekając przed niemieckim wywiadem.

## Podobieństwa do serii książek o Jamesie Bondzie
Gra o życie zawiera szereg podobieństw do serii książek Iana Flemminga o brytyjskim agencie Jamesie Bondzie, która jest młodsza o ok. 20 lat. Powieść Adama Nasielskiego nie ukazała się w języku angielskim, ale autor we wstępie zasugerował, że takie wydania będą miały miejsce.
- nazwisko bohatera, agenta brytyjskiego wywiadu (Bond)
- w centrali brytyjskiego wywiadu zatrudniony jest wynalazca, który wyposaża agenta w nowoczesną broń (bomba w długopisie)
- Bond nawiązuje romans z agentką wywiadu wrogiego mocarstwa, ta oferuje mu swą pomoc narażając życie
- agent Clive Bond umie kierować różne rodzaju środkami transportu: samolotami, statkami.

## Wydania
- 1934, wyd. Biblioteka dzieł wyborowych
- 2021, seria: Stary polski kryminał, Wydawnictwo CM